# Гордин, Вольф Лейбович
Вольф Лейбович (Владимир Львович) Гордин (1 января 1885, Михалишки, Виленская губерния — 2 июня 1974, Коммерс, Калифорния) — педагог, писатель, поэт, один из братьев Гординых, теоретиков анархизма.

## Биография
Родился в местечке Михалишки в семье раввина Лейба Гордина и Хаи-Эстер Миллер. В революционные годы вместе с братом Абой примкнул к анархистскому движению. Осенью 1917 года они создали течение пан-анархизма, преобразованное затем в анархо-универсализм. Вместе с братом Вольф опубликовал ряд статей и художественных произведений, в 1919 году создал Социотехникум или Всеизобретальню, находившуюся в Москве по адресу Тверская улица, 68 (28). Вольф Гордин также создал Ассоциацию «Изобретатели – изобретателям» (АИИЗ); писал сочинения о будущем покорении космоса, о технологических скачках, которые позволят изменить человеческую природу. Был автором языка АО, который, по его мнению, должен был стать языком единого планетарного человечества. В 1919 г. Вольф Гордин создаёт первую редакцию языка АО, в 1924 г. — вторую. В 1927 г., будучи представленным на Первой Всемирной выставке межпланетных аппаратов и механизмов, язык АО обозначается как «космический».
Был арестован в 1925 году, отпущен после 10 дней голодовки.
В 1925 или в 1926 году Вольф Гордин эмигрировал в США (перед этим, как утверждается, он попал в психиатрическую больницу и бежал из нее). В США Вольф Гордин под псевдонимом Beoby (из своего языка АО) публиковал философские статьи, определяя свои взгляды как «инвентизм» («inventism»), понимая под этим идею о том, что все окружающее является не отражением реальных существующих вещей, а продуктом изобретения людского ума; также публиковал статьи во французском журнале «L’En-Dehors», который издавал Эмиль Арман. 
По одной из версий, он стал протестантским миссионером.